# Rio Aparima
Para a dança da Polinésia Francesa, ver aparima
O rio Aparima situa-se em Southland na Nova Zelândia. Tem a sua nascente nas montanhas Takitimu, ao sul do Lago Te Anau, e corre para sul durante 100 quilómetros antes de desaguar no Estreito de Foveaux perto de Riverton no extremo Norte da praía de Oreti.
O Aparima é um dos rios responsáveis pela existância das grandes planícies aluviais conhecidas como "Southland Plains".